# Second Time Around
Second Time Around är ett musikalbum från 1990 av jazzsångerskan Monica Borrfors.

## Låtlista
1. Happy Again (Lars Gullin/Claude Stephensson) – 2'29
2. 'Round Midnight (Thelonious Monk/Cootie Williams) – 4'56
3. How Deep is the Ocean? (Irving Berlin) – 3'45
4. When Sunny Gets Blue (Marvin Fisher/Jack Segal) – 5'17
5. Alone Together (Arthur Schwartz/Howard Dietz) – 4'58
6. Little Man You've Had a Busy Day (Maurice Sigler/Mabel Wayne/Al Hoffman) – 4'13
7. Old Folks (Willard Robinson/Dedate Lee Hill) – 6'56
8. That Old Black Magic (Harold Arlen/Johnny Mercer) – 3'21
9. Since Love (Gösta Nilsson/Eric Bibb) – 4'13
10. Twisted (Annie Ross/Wardell Gray) – 5'05
11. Second Time Around (Jimmy Van Heusen/Sammy Cahn/Gösta Nilsson) – 4'49

## Medverkande
- Monica Borrfors – sång
- Gösta Nilsson – piano
- Stefan Isaksson – tenorsaxofon
- Per Nilsson – bas
- Magnus Öström – trummor
- Maffy Falay – trumpet, flygelhorn
- Bertil Löfgren – flygelhorn
- Håkan Nyqvist – valthorn
- Elvan Araci – trombon
- Sven Larsson – kontrabastrombon
- Gösta Nilsson – arrangemang (spår 1, 3–4, 6–8, 10–11)
- Bernt Rosengren – arrangemang (spår 2, 5, 9)